# Атемеша
Атемеша (Атемежа) — река в России, протекает по Бежецкому и Максатихинскому районам Тверской области. Устье реки находится в 323 км по правому берегу реки Мологи. Длина реки составляет 30 км, площадь водосборного бассейна — 315 км².

## Данные водного реестра
По данным государственного водного реестра России относится к Верхневолжскому бассейновому округу, водохозяйственный участок реки — Молога от истока и до устья, речной подбассейн реки — Реки бассейна Рыбинского водохранилища. Речной бассейн реки — (Верхняя) Волга до Куйбышевского водохранилища (без бассейна Оки).
Код объекта в государственном водном реестре — 08010200112110000005743.

### Притоки
(указано расстояние от устья)
- 14 км: река Щетинка (пр)
- 21 км: река Песочня (пр)